# ケナン・コドロ
ケナン・コドロ（Kenan Kodro, 1993年8月19日 - ）は、スペイン・サン・セバスティアン出身の元ボスニア・ヘルツェゴビナ代表サッカー選手。フェレンツヴァーロシュTC所属。ポジションはFW（センターフォワード）。
父親のメホ・コドロも元ボスニア・ヘルツェゴビナ代表のサッカー選手である。

## クラブ歴
父・メホがレアル・ソシエダでプレーしていた当時の1993年、同クラブの地元サン・セバスティアンに生まれる。ソシエダの下部組織で育ち、2011年に同クラブのBチームでプレーしていた。
2014年6月、セグンダ・ディビシオンに降格したばかりのCAオサスナへ移籍した。2015年1月28日にはオサスナと2018年まで契約を更改し、2015-16シーズンの同クラブのラ・リーガ昇格に貢献した。
2017年6月26日にブンデスリーガの1.FSVマインツ05に移籍した。同じポジションの武藤嘉紀とはここで同僚になった。
2018年7月、4年契約でデンマークのFCコペンハーゲンに移籍した。
2019年1月31日、アスレティック・ビルバオに移籍し、約3年半振りとなる母国復帰となった。2月10日に行われたFCバルセロナ戦でクラブデビューを果たし、また3月16日に行われたアトレティコ・マドリード戦で初得点を決めた。
2021年1月28日、マルコス・アンドレが負傷離脱していたレアル・バリャドリードへシーズン終了まで期限付き移籍となることが発表された。
2021年8月、MOLフェヘールヴァールFCに3年契約で移籍した。
2024年1月6日、フェレンツヴァーロシュTCに複数年契約で移籍した。

## 代表歴
2017年3月16日に、2018 FIFAワールドカップ・ヨーロッパ予選を戦うボスニア・ヘルツェゴビナ代表に初招集された。12日後のアルバニアとの親善試合でセナド・ルリッチと交代し代表デビューを飾った。同年9月3日のワールドカップ予選ジブラルタル戦で代表初得点を挙げた。
2023年9月25日、代表引退を表明した。